# Grand Est
Grand Est (în franceză Marele Est) este o regiune administrativă în Franța de Nord-Est, care s-a format la 1 ianuarie 2016 prin fuziunea regiunilor Alsacia, Lorena și Champagne-Ardenne ca urmare a unei reforme administrativ-teritoriale adoptate de legislativul francez în 2014.

Harta regiunii cu departamentele sale și cu provinciile istorice în diferite culori: Champagne cu verde, Ducatul de Bar cu galben, Ducatul Lorena cu mov și Alsacia cu turcoaz.

Regiunea este situată în bazinele hidrografice a trei râuri (Sena, Meusa și Rin), acoperind o suprafață de 57.441 km2, a cincea ca mărime în Franța, și include două lanțuri muntoase (Vosgii și Ardenii). Se învecinează cu Belgia, Luxemburg, Germania și Elveția, și o parte a sa aparține de Megalopolisul European. În 2017 avea o populație de 5.549.586 de locuitori, numiți (neoficial) grandestois sau grandestiens. Capitală și cel mai mare oraș este Strasbourg. 
Grand Est are o cultură diversă și bogată, fiind situat la răscrucea dintre lumile romanică și cea germanică. Diversitatea culturală se reflectă în numărul mare de limbi vorbite (alsaciană, șampenoază, lorenă etc.). Cea mai mare parte a Grand Est-ului de astăzi era considerată „estică” deja în secolul al VIII-lea, când constituia partea de sud a teritoriului franc al Austrasiei. Orașul Reims (în Champagne), unde în 496 d. Chr. fusese botezat regele franc Clovis I, va juca un rol ceremonial proeminent în istoria monarhiei franceze în calitate de loc tradițional al încoronării regilor Franței. Târgurile din Champagne de asemenea au jucat un rol semnificativ în economia Europei medievale. Alsacia și Lorena au prosperat în sfera de influență a Sfântului Imperiu Roman pentru cea mai mare parte a perioadei medievale și a celei renascentiste. Regiunea adăpostește tradiții particulare (Sărbătoarea Sf. Nicolae, târgurile de Crăciun, tradițiile ce țin de iepurele de Paști în Alsacia și Lorena). În afară de aceasta, Alsacia și Moselle din rațiuni istorice se supun unor prevederi legale locale. Având o lungă istorie industrială, precum și o agricultură și o sferă turistică dezvoltate, Estul Franței este una dintre regiunile economice cele mai productive ale țării. 

## Galerie

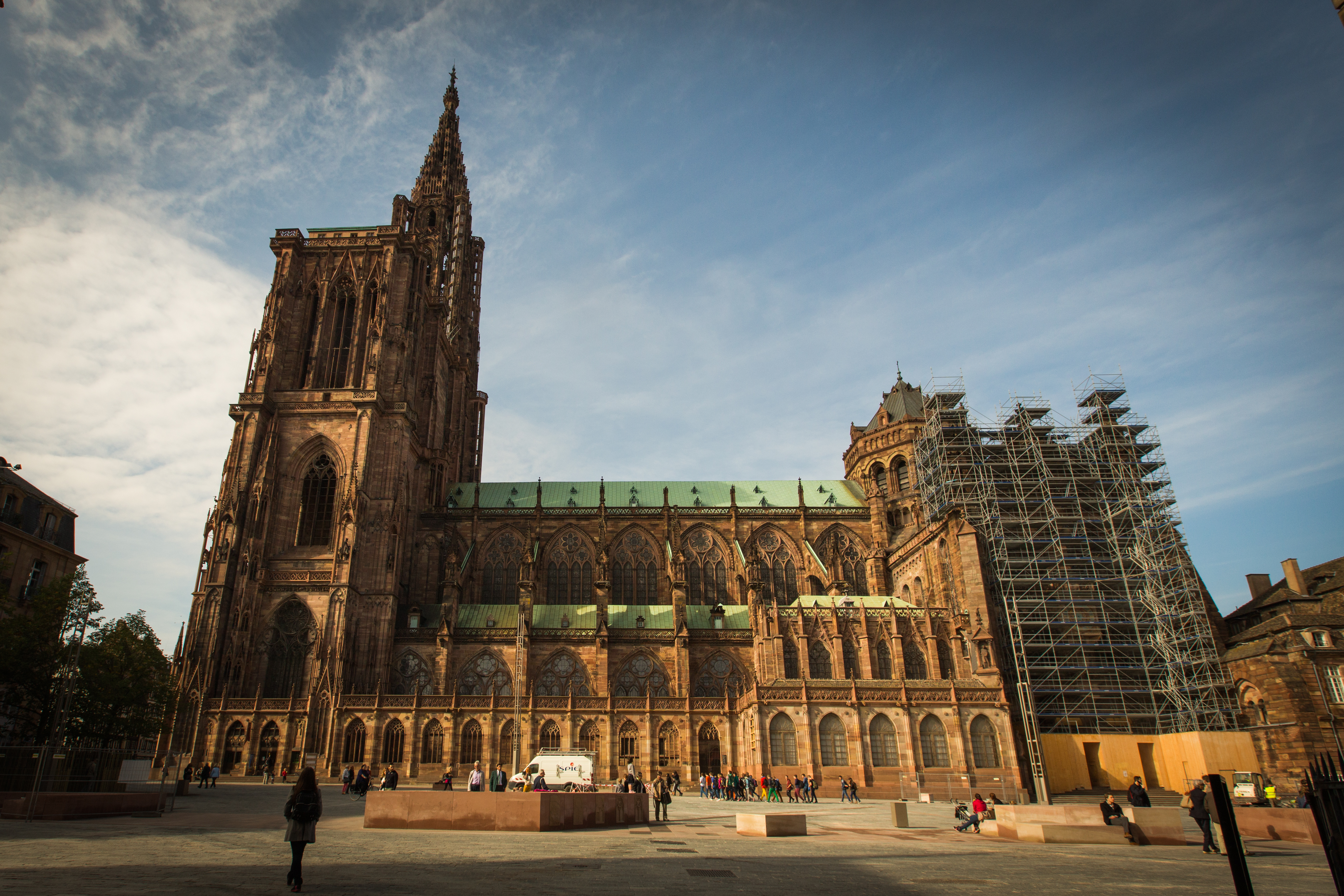
Catedrala Notre-Dame din Strasbourg.
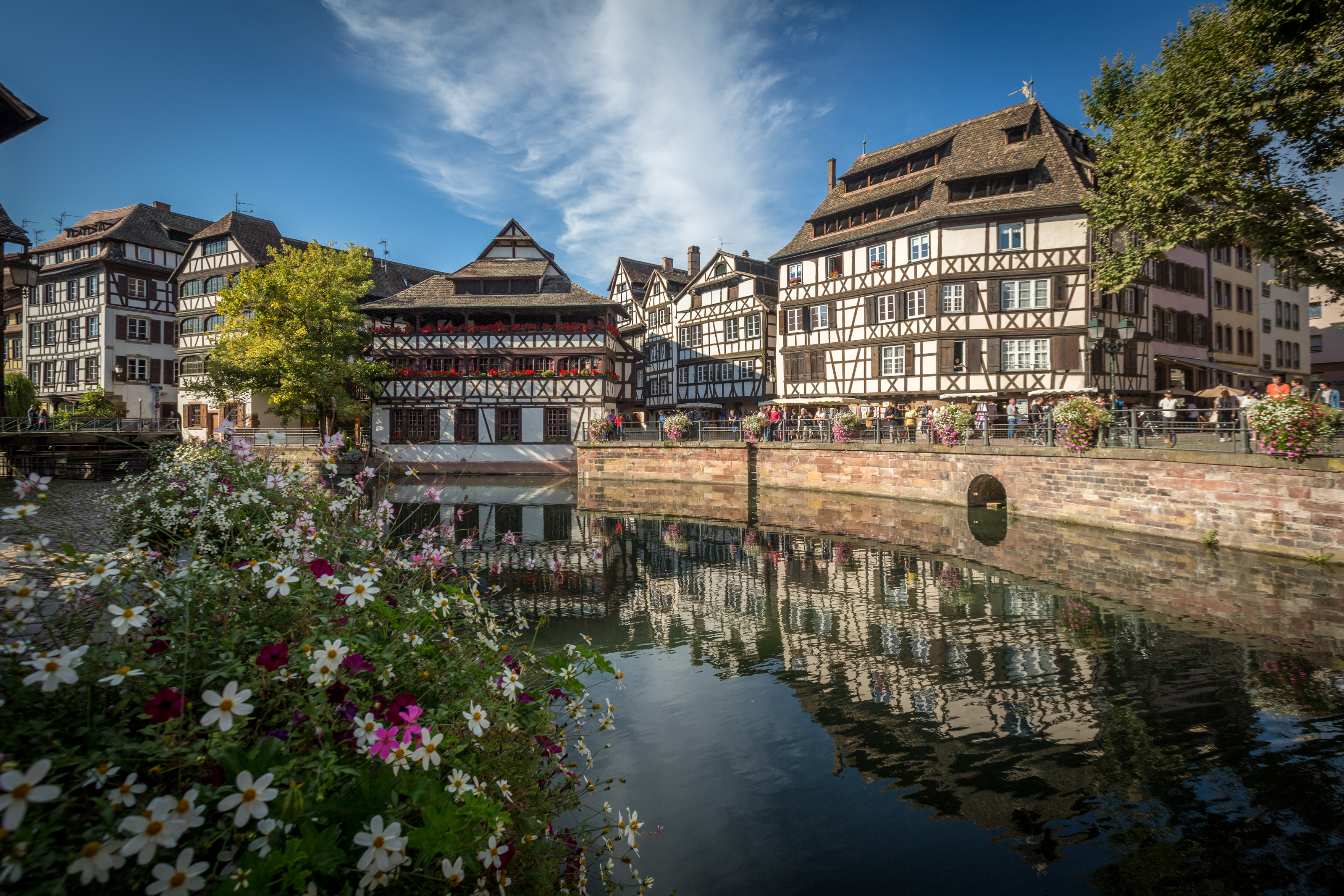
Case alsaciene în cartierul Petite France din Strasbourg.
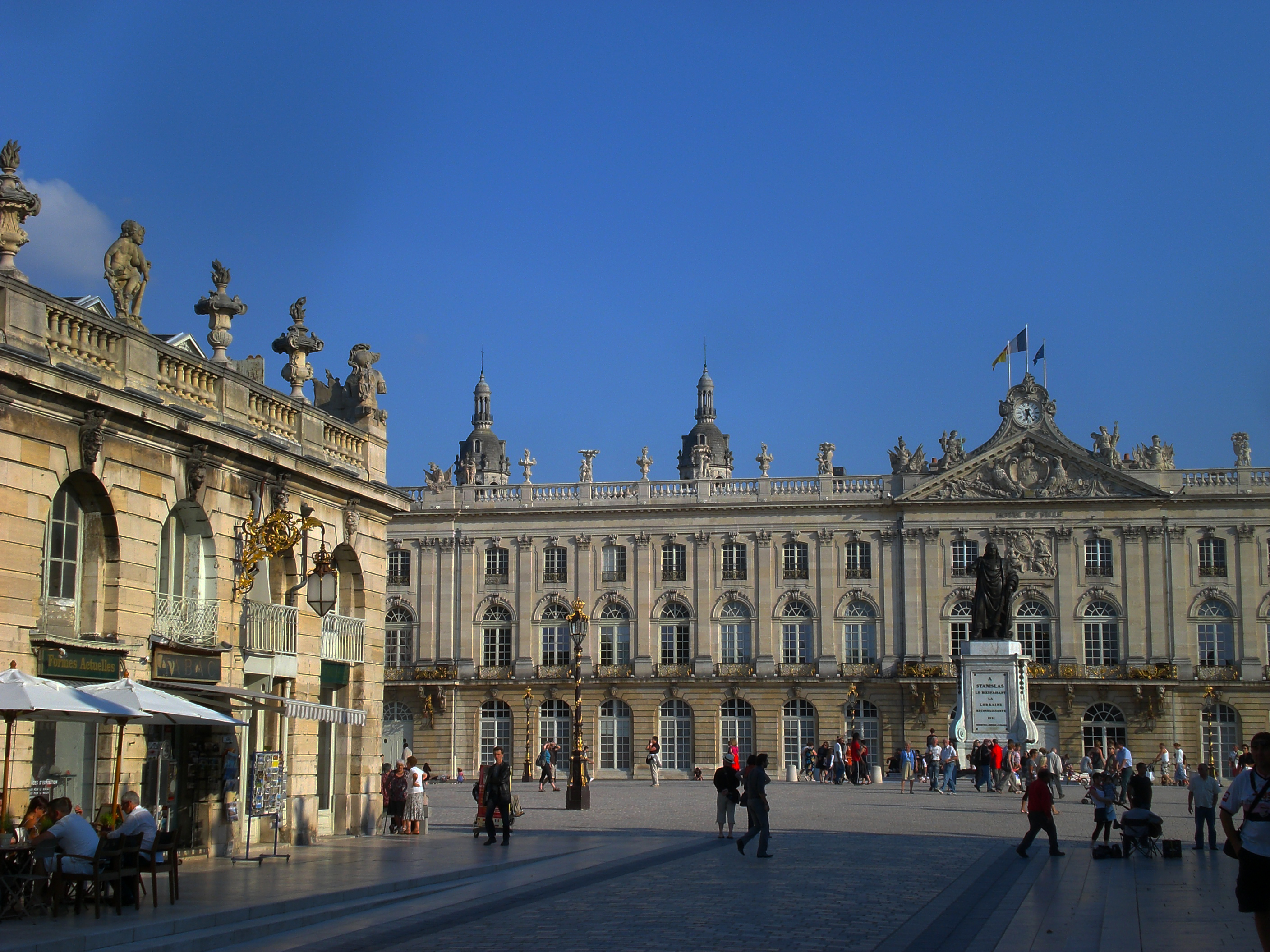
Piața Stanislas din Nancy.
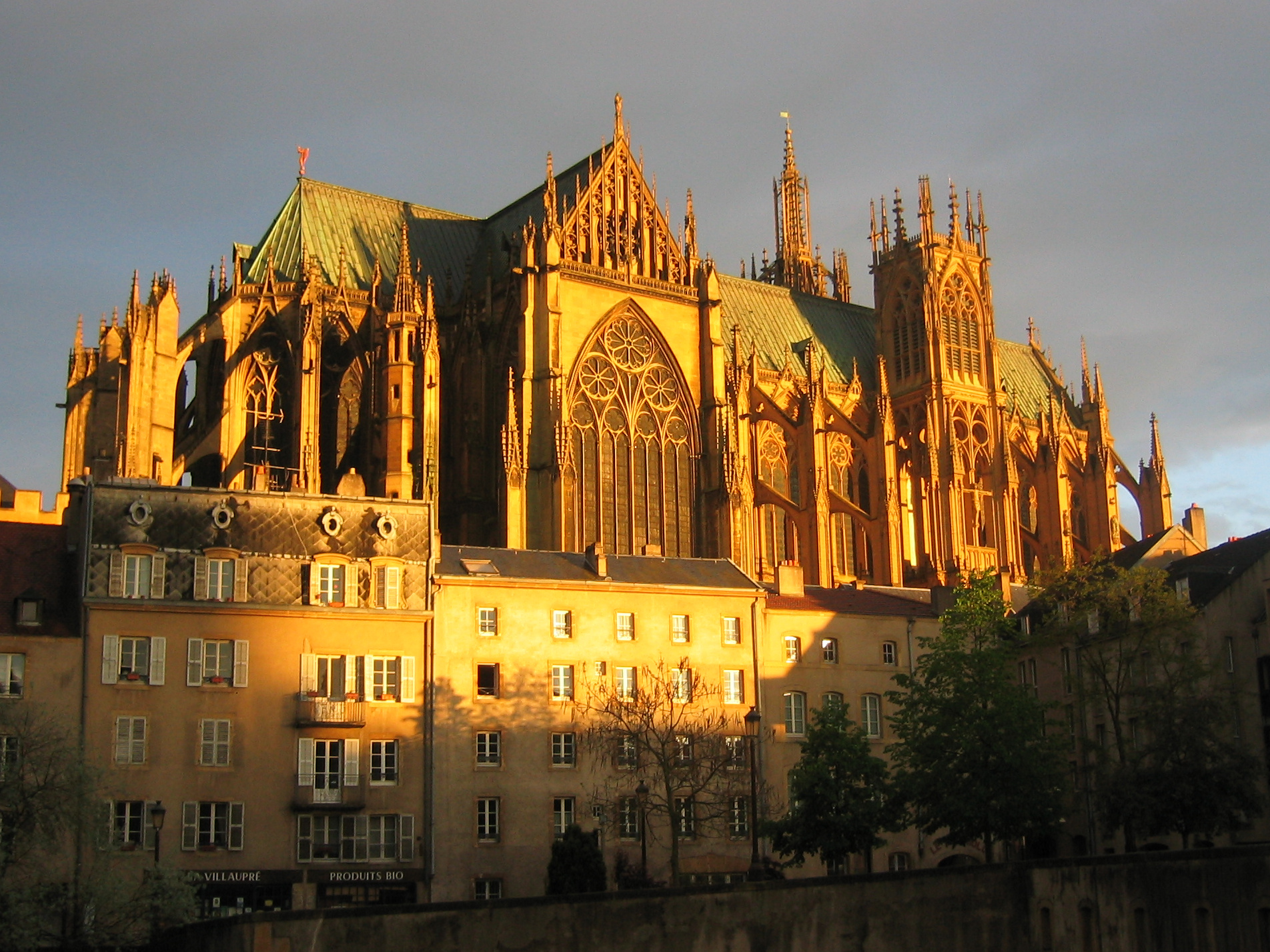
Catedrala Saint-Étienne din Metz.
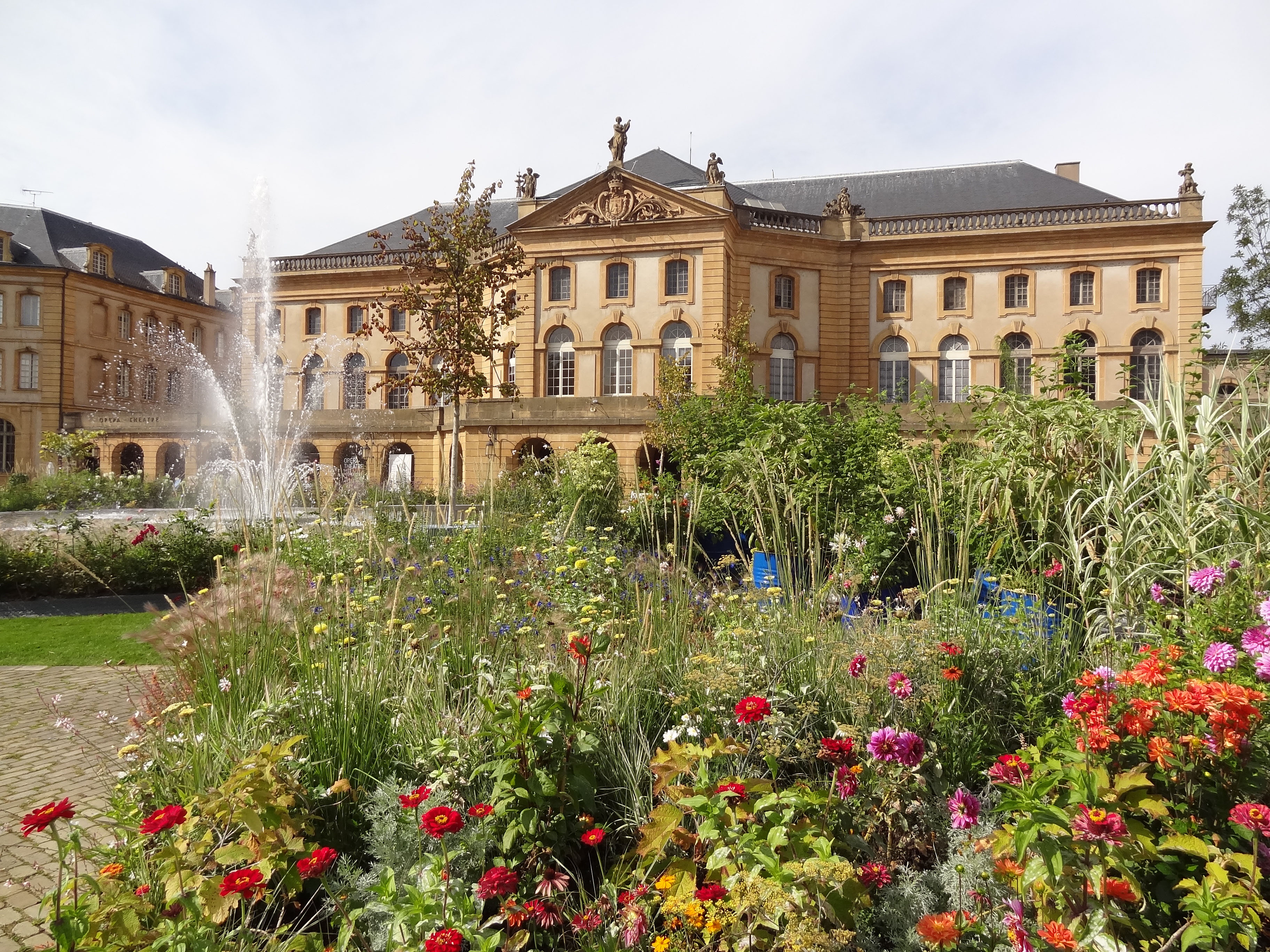
Teatrul de operă din Metz.
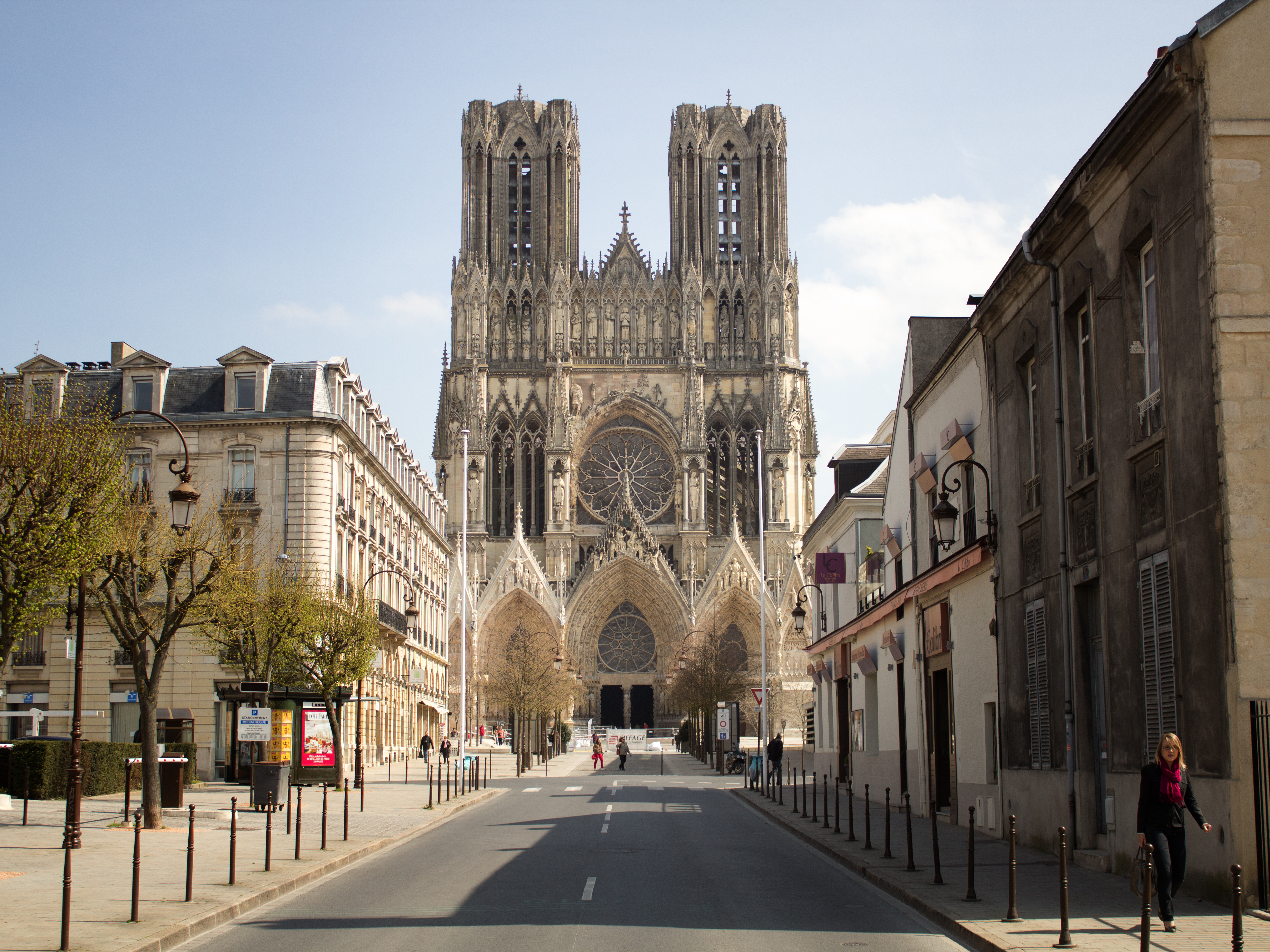
Catedrala Notre-Dame din Reims.